# Landesgericht für Zivilrechtssachen Graz

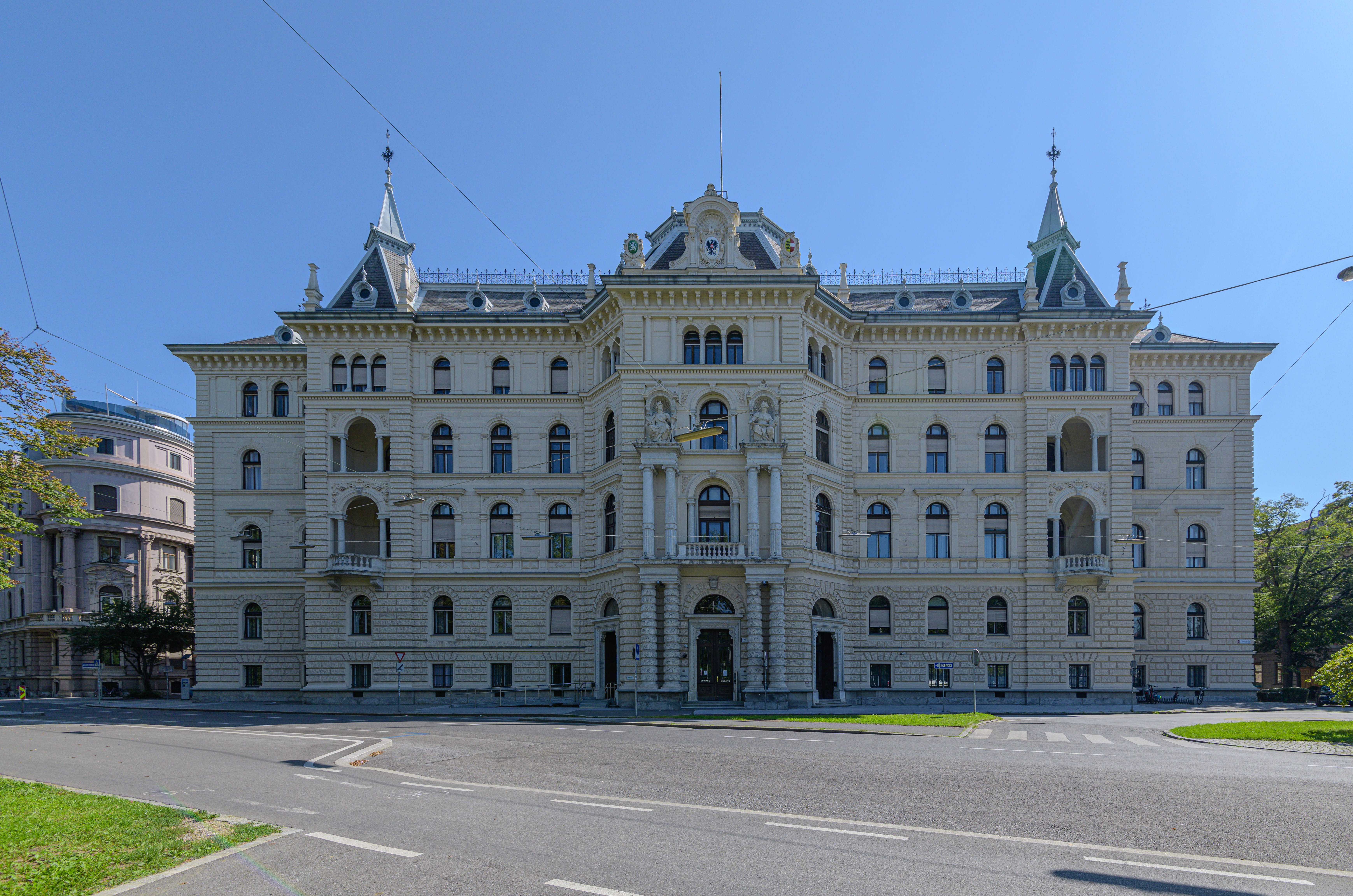
Landesgericht für Zivilrechtssachen Graz

Das Landesgericht für Zivilrechtssachen Graz (kurz: LGZ Graz) ist eines von 20 Landesgerichten in Österreich und für Zivilrechtssachen der südlichen Steiermark zuständig. Es befindet sich im 1. Grazer Stadtbezirk (Innere Stadt) im Gebäude Marburger Kai 49, in dem auch das Oberlandesgericht Graz, sowie die Oberstaatsanwaltschaft Graz untergebracht ist.

## Geschichte
Mit kaiserlicher Verordnung vom 25. Juli 1849 wurde die Organisation der Gerichte in der Steiermark neu festgelegt und das k.k. Landesgericht für Zivilrechtssachen Graz entstand.
Mit 13. August 1938 erhielt das Landesgericht für Zivilrechtssachen Graz nach dem Anschluss Österreichs die Bezeichnung Landgericht und wurde damit den deutschen Reichsbehörden angepasst.
Die Wiedereinführung des österreichischen Strafgesetzes und des Strafprozessrechtes erfolgte am 12. Juni 1945, das Gerichtsorganisationsgesetz vom 3. Juli 1945 stellte die österreichischen Gerichte, staatsanwaltschaftlichen Behörden und Strafanstalten wieder her.

## Zuständigkeit
Unter die Zuständigkeit des Landesgerichtes für Zivilrechtssachen Graz fallen Rechtssachen mit einem Streitwert von mehr als 15.000 Euro bzw. jedenfalls Amtshaftungsfälle, Arbeits- und Sozialrechtsachen, Insolvenzsachen sowie Firmenbuchangelegenheiten. Bestimmte Rechtssachen sind allerdings, unabhängig vom Streitwert, von der Zuständigkeit ausgenommen (z. B. familienrechtliche Angelegenheiten). Außerdem ist es in 2. Instanz zur Behandlung von Rechtsmitteln gegen zivilrechtliche Entscheidungen der Bezirksgerichte zuständig.
Rechtsmittelinstanz für Entscheidungen des Landesgerichtes für Zivilrechtssachen Graz ist das Oberlandesgericht Graz.